# Gerald Patrick Aloysius O’Hara
Gerald Patrick Aloysius O’Hara (ur. 4 maja 1895 w Green Ridge, zm. 16 lipca 1963 w Londynie) – amerykański duchowny rzymskokatolicki irlandzkiego pochodzenia, biskup Savannah, arcybiskup tytularny, dyplomata papieski.

## Życiorys
3 kwietnia 1920 w bazylice św. Jana na Lateranie w Rzymie otrzymał święcenia prezbiteriatu i został kapłanem archidiecezji filadelfijskiej. Święceń udzielił mu archiprezbiter bazyliki laterańskiej kard. Basilio Pompilj.
26 kwietnia 1929 papież Pius XI mianował go biskupem pomocniczym archidiecezji filadelfijskiej oraz biskupem tytularnym heliopolitańskim. 20 maja 1929 w katedrze w Filadelfii przyjął sakrę biskupią z rąk arcybiskupa filadelfijskiego kard. Denisa Dougherty'ego. Współkonsekratorami byli biskup Monterey-Fresno John Bernard MacGinley oraz biskup Scranton Thomas Charles O’Reilly.
16 listopada 1935 został przeniesiony na urząd biskupa Savannah. W 1937 nazwę biskupstwa zmieniono na diecezja Savannah–Atlanty. Tym samym zmianie uległ tytuł bpa O’Hary na biskup Savannah–Atlanty. W 1956 diecezja i tytuł jej biskupa powróciły do poprzedniej nazwy.

### Kariera dyplomatyczna
21 maja 1946 został urzędnikiem Nuncjatury Apostolskiej w Rumunii, pozostając jednocześnie biskupem Savannah–Atlanty. Był to trudny okres dla Kościoła w Rumunii, ze względu na przejęcie władzy w tym państwie przez komunistów, ogłoszeniu w 1946 nuncjusza apostolskiego abpa Andrea Cassuli persona non grata i wakatu na stanowisku nuncjusza po wyjeździe abpa Cassuli. Był to również okres prześladowania Kościoła - sam bp O’Hara podczas pobytu w Rumunii wyświęcił 9 biskupów, z których dwóch - Antoni Durcovici i Szilárd Bogdánffy zostało później beatyfikowanych jako męczennicy za wiarę. Biskup O’Hara misję w Rumunii zakończył 4 lipca 1950 - w dniu zerwania przez Rumunię stosunków dyplomatycznym ze Stolicą Apostolską.
12 lipca 1950 otrzymał on od papieża Piusa XII tytuł arcybiskupa ad personam i powrócił do pracy jako biskup Savannah–Atlanty.
27 listopada 1951 Pius XII mianował go nuncjuszem apostolskim w Irlandii, pozostawiając go na stolicy biskupiej w Savannah. 7 czerwca 1954 został przeniesiony do Londynu, gdzie objął urząd delegata apostolskiego w Wielkiej Brytanii. 17 października 1959 zrezygnował z biskupstwa w Savannah. Otrzymał wówczas arcybiskupstwo tytularne Pessinus.
Jako ojciec soborowy wziął udział w pierwszej sesji soboru watykańskiego II. Delegatem apostolskim w Wielkiej Brytanii był do śmierci. Zmarł 16 lipca 1963 w budynku delegatury apostolskiej. Pochowany został w katedrze śś. Piotra i Pawła w Filadelfii.